# Брюссель і Європейський Союз
Брюссельський столичний регіон вважається фактично столицею Європейського Союзу, який має довгу історію розміщення низки основних інституцій ЄС у своєму Європейському кварталі. ЄС не має офіційної столиці та не планує її оголошувати, але в Брюсселі є офіційні місця Європейської комісії, Ради Європейського Союзу та Європейської Ради, а також місце (офіційно друге місце, але де-факто найбільше важливий) Європейського парламенту. У 2013 році ця присутність дала близько 250 мільйонів євро (8,3% ВВП області) та 121 тис. робочих місць (16,7% зайнятости області). Основною причиною обрання Брюсселя «столицею Європейського Союзу» було його розташування на півдорозі між Францією та Німеччиною, двома країнами, чиє суперництво призвело до двох світових воєн і чиє примирення проклало шлях до європейської інтеграції.

Rue de la Loi, з будівлею «Європа» зліва та Berlaymont справа.

## Історія

### Два шанси
У 1951 році лідери шести європейських країн (Бельгії, Люксембургу, Нідерландів, Франції, Італії та Західної Німеччини) підписали Паризький договір, за яким було створено Європейське співтовариство вугілля та сталі (ЄВС), і з цією новою спільнотою з'явилася перша установи: Вища влада, Рада міністрів, Суд і Загальні збори. Було розглянуто ряд міст, і Брюссель був би прийнятий як компроміс, але бельгійський уряд доклав усіх зусиль, щоб підтримати Льєж, проти якого виступали всі інші члени, і не зміг офіційно підтримати Брюссель через внутрішню нестабільність.
Угода залишалася недосяжною, і потрібно було знайти місце, перш ніж установи могли почати роботу, тому Люксембург був обраний як тимчасове місце, хоча зі Спільною асамблеєю в Страсбурзі, оскільки це було єдине місто з достатньо великим півциклом (той, який використовувався Ради Європи). Ця угода була тимчасовою, і планувалося перенести установи в Саарбрюккен, який служив би «європейським округом», але цього не відбулося.
Римські договори 1957 року створили дві нові спільноти: Європейське економічне співтовариство (ЄЕС) та Європейське співтовариство з атомної енергії (Євратом). Вони поділяли Асамблею та Суд ЄСВС, але створили дві нові групи рад і комісій (еквівалентні Вищому органу ЄСВС). Щоб не заважати ратифікації, дискусії про місця розташування установ залишали до останнього моменту перед набуттям договорів чинности.
Брюссель чекав лише місяць до початку переговорів, щоб подати заявку, яка отримала неофіційну підтримку з боку кількох держав-членів. Члени в принципі погодилися розташувати виконавчі органи, ради та збори в одному місті, але все ще не могли вирішити, яке саме місто, тому відклали рішення на шість місяців. Тим часом Асамблея залишиться в Страсбурзі, а нові комісії збиратимуться по черзі в місії ЄОВС і в замку Валь-Дюшес в Брюсселі (штаб-квартира тимчасового комітету). Ради збиралися там, де забажали їхні президенти.

### Раннє розширення

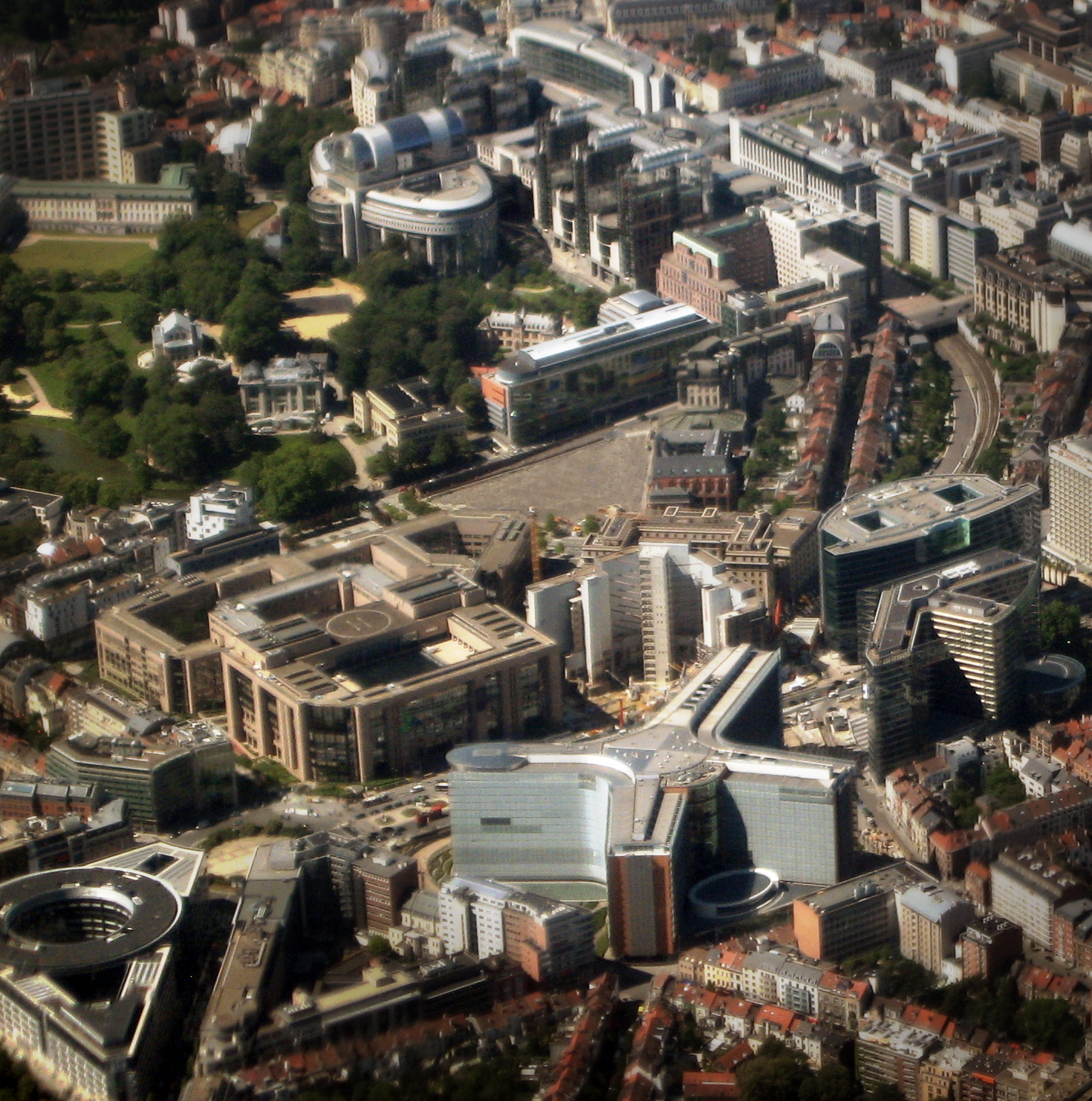
Вид на Європейський квартал

Брюссель пропустив свою заявку на отримання єдиного місця через слабку кампанію з боку уряду на переговорах, незважаючи на широку підтримку людей. Бельгійський уряд зрештою розгорнув свою кампанію і розпочав масштабне будівництво, орендуючи офісні приміщення на сході міста для використання установами. 11 лютого 1958 року шість урядів уклали неофіційну угоду про створення громадських офісів. Виходячи з принципу, що підготовка відповідного офісного приміщення триватиме два роки після остаточної угоди, у Брюсселі було створено повний спектр служб в очікуванні звіту Комітету експертів, що розглядає питання остаточного місця.
Поки чекали завершення будівництва на Avenue de la Joyeuse Entrée / Blijde Inkomstlaan 1 квітня 1958 року офіси переїхали на вулицю Бельяр/Бельярдстраат, 51–53 (згодом її використовувала виключно Комісія Євратом), хоча, оскільки кількість державних службовців швидко зростала, служби були створені в будівлях на Rue du Marais / Broekstraat, Avenue de Broqueville / De Broquevillelaan, Avenue de Tervueren/Tervurenlaan, Rue d'Arlon / Aarlenstraat , Rue Joseph II / Jozef II-straat, Rue de la Loi/Wetstraat та Avenue de Kortenberg / Kortenberglaan. Бельгійський уряд також надав новозбудовані офіси на Мон-дез мистецтв/Кунстберґ (22, Rue des Sols / Stuiversstraat ) для Секретаріату Ради Міністрів та Європейського інвестиційного банку.
Комітет експертів вважав, що Брюссель є єдиним варіантом, який має всі необхідні характеристики для європейської столиці: великий, активний мегаполіс, без перевантаженого центру чи низької якости житла; хороший зв'язок зі столицями інших держав-членів, у тому числі з основними комерційними та морськими ринками; великі внутрішні транспортні сполучення; важливий міжнародний бізнес-центр; багате житло для європейських державних службовців; та відкрита економіка. Крім того, він був розташований на півдорозі між Францією та Німеччиною (як і у випадку інших європейських інституцій), а також на кордоні між двома основними європейськими цивілізаціями, латинським світом (французька Валлонія) та німецьким світом (голландська фламандська) і була в центрі першого післявоєнного інтеграційного експерименту: Бенілюксу. Як столиця невеликої країни, вона також не могла претендувати на використання присутности інституцій для тиску на інші країни-члени, оскільки вона була більш нейтральною територією між великими європейськими державами. Звіт комітету був схвалений радою, парламентом та комісіями, однак рада все ще не змогла провести остаточне голосування з цього питання, і, отже, відклала це питання ще на три роки, незважаючи на те, що всі інституції зараз ведуть переїзд до Брюсселя.
Рішення було відкладено через різницю національних позицій, що перешкоджали одностайному рішенню. Люксембург боровся за збереження ЄСВС або отримання компенсації; Франція воювала за Страсбург; Італія, спочатку підтримуючи Париж, боролася за будь-яке італійське місто, щоб перешкодити Люксембургу та Страсбургу. Тим часом парламент прийняв низку резолюцій, в яких скаржиться на всю ситуацію розповсюдження на три міста, але нічого з цим вдіяти не може.

### Злиття

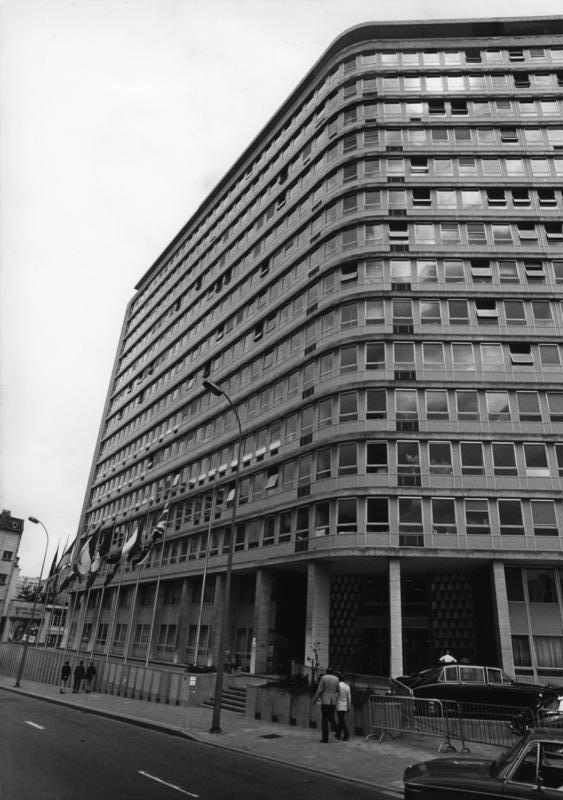
Будівля Карла Великого (до ремонту), штаб-квартира Ради з 1971 по 1995 рік

Договір про злиття 1965 року вважався відповідним моментом для остаточного вирішення питання, окремі комісії та ради мали бути об’єднані. Люксембург, стурбований втратою Вищої влади, запропонував розділити Брюссель і Люксембург. Комісія і Рада в першому, а Люксембург зберігає Суд і Парламентську асамблею разом з кількома департаментами комісії. Це було здебільшого схвалено, але протидіяло Франції, яка не бажала, щоб парламент залишив Страсбург, і самим парламентом, який хотів бути з виконавчою владою і був додатково роздратований тим фактом, що з ним не консультувалися з питання його власного розташування.
Таким чином, статус-кво було збережено з деякими корективами; комісія з більшістю її відділів перебувала б у Брюсселі; як і рада, за винятком квітня, червня та жовтня, коли вона збиратиметься в Люксембурзі. Крім того, у Люксембургу залишиться Суд ЄС, деякі департаменти комісії та Секретаріат Європейського парламенту. Страсбург і надалі прийматиме парламент. До складу комісії увійшов об’єднаний секретаріат Ради. Секретаріат ЄОВС об'єднався з ЄЕС та ЄАВС у будівлі Равенштайна, яка потім переїхала в будівлю Карла Великого поряд з Берлемоном у 1971 році.
У Брюсселі співробітники продовжували розповсюджуватися в кількох будівлях, на вулиці Бельяр, авеню де ла Жуайес Антре, на вулиці Маре та на Мон дез мистецтв. Першою спеціально побудованою будівлею була будівля Berlaymont у 1958 році, розрахована на розміщення 3000 чиновників, яка незабаром виявилася замалою, що спричинило розповсюдження установи по всьому околиці. Однак, незважаючи на згоду на розміщення цих закладів у Брюсселі, його формальний статус все ще був неясним, і тому місто намагалося посилити свою позицію за рахунок великих інвестицій у будівлі та інфраструктуру (включаючи станцію метро Шуман ). Однак ці початкові забудови були спорадичними з невеликим плануванням міста та базувалися на спекуляціях (див. Брюсселізація).
Угода 1965 року була джерелом суперечок для парламенту, який бажав бути ближче до інших інституцій, тому він почав переносити деякі органи, що ухвалюють рішення, засідання комітетів і політичних груп до Брюсселя. У 1983 році вона пішла далі, символічно провівши пленарне засідання в Брюсселі, у підвалі конгрес-центру Mont des Arts. Однак зустріч зазнала фіаско, а погані умови частково дискредитували прагнення Брюсселя бути єдиним місцем розташування установ.  Ситуація змінилася в Брюсселі, коли парламент отримав власну пленарну палату в Брюсселі (на Rue Wiertz / Wiertzstraat) у 1985 році для деяких його сесій. Це було зроблено неофіційно через чутливий характер приміщення парламенту, оскільки будівлю будують під назвою «міжнародний конференц-центр». Коли Франція невдало оскаржила в Суді ЄС наполовину переїзд парламенту до Брюсселя, перемога парламенту змусила його побудувати повноцінні приміщення в Брюсселі.

### Единбург і Європейська Рада

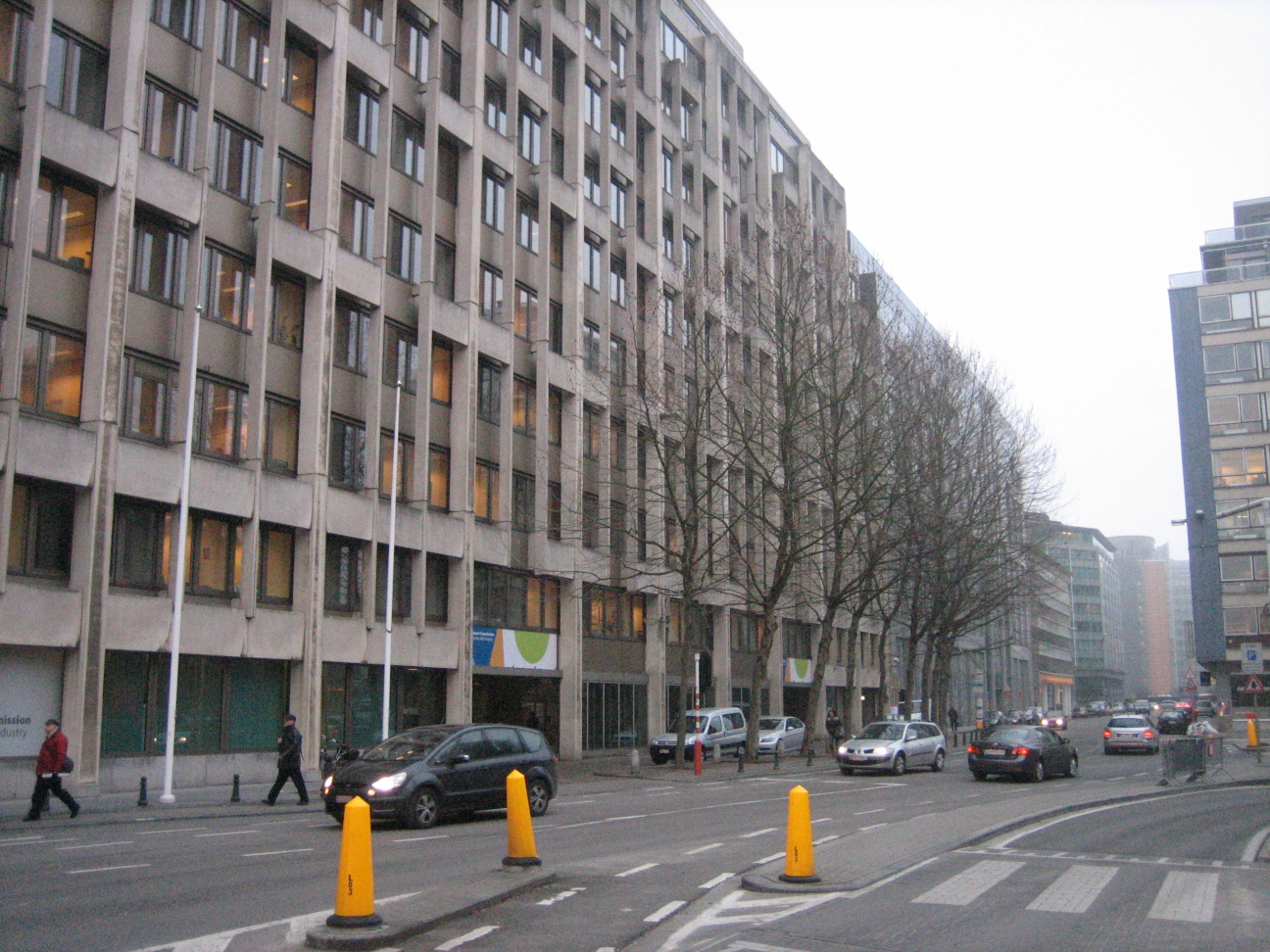
Будівля Breydel служила штаб-квартирою комісії, поки Берлемон був на реконструкції

У відповідь Європейська рада в Единбурзі в 1992 році прийняла остаточну угоду про розташування установ. Відповідно до цього рішення, яке згодом було додано до Амстердамського договору, хоча парламент мав проводити деякі зі своїх сесій, включаючи бюджетну сесію, у Страсбурзі, додаткові сесії та комітети могли збиратися в Брюсселі. Також було підтверджено присутність Комісії та Ради в місті.
Незадовго до цього саміту Комісія переїхала в будівлю Брейделя . Це сталося через виявлення азбесту в Берлемонті, що змусило його евакуювати в 1989 році. Комісія погрожувала виїхати з міста, що знищило б шанси Брюсселя прийняти парламент, тому уряд втрутився в будівництво будівлі Breydel неподалік від Berlaymont за 23 місяці, гарантуючи, що комісія зможе переїхати до Единбурга. саміт. Невдовзі після Единбурга парламент купив його нову будівлю в Брюсселі. Оскільки статус Брюсселя тепер зрозумілий, НУО, лобісти, дорадчі органи та регіональні офіси почали базуватися в кварталі біля установ.
Рада, яка розширювалася до нових будівель у міру зростання, знову об’єдналася в будівлі Юстуса Ліпсіуса, і в 2002 році було погоджено, що Європейська Рада також має базуватися в Брюсселі, попередньо переміщаючись між різними містами. під час ротації головування в ЄС. З 2004 року всі Ради мали проводитися в Брюсселі; однак деякі позачергові зустрічі все ще проводяться в інших місцях. Причина переїзду частково сталася через досвід роботи бельгійської поліції з протестувальниками та стаціонарними об’єктами в Брюсселі.

## Статус

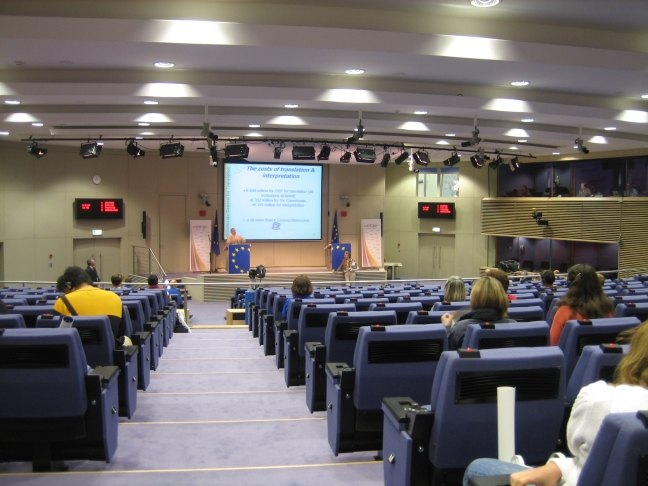
Брюссель приваблює найбільше журналістів у світі (прес-зал Комісії)

У Комісії працює 25 000 осіб, а в Парламенті – близько 6 000 осіб. Через таку концентрацію Брюссель є найкращим місцем для будь-якого руху до єдиного місця в парламенті. Незважаючи на те, що він формально не є «столицею» ЄС, деякі коментатори бачать той факт, що Брюссель залучив до міста все більшу кількість сесій парламенту, на додаток до головних місць двох інших основних політичних інститутів, що робить Брюссель де-факто столиця ЄС. Брюссель часто називають «столицею» ЄС, особливо у публікаціях місцевих органів влади, Комісії та преси. Справді, Брюссель інтерпретує угоду 1992 року про місця (деталі нижче) як проголошення Брюсселя столицею.
Є ще два міста, де розміщені основні установи, Люксембург (судове та друге місця) та Страсбург (головне місце перебування парламенту). Влада Страсбурга та організації, які там базуються, також називають Страсбург «столицею» Європи, хоча Брюссель, Страсбург і Люксембург деколи називають спільними столицями Європи. У 2010 році тодішній віце-президент Сполучених Штатів Джо Байден, виступаючи перед Європарламентом, сказав: «Як ви, напевно, знаєте, деякі американські політики та американські журналісти називають Вашингтон «столицею вільного світу». Але мені здається, що в цьому великому місті, яке може похвалитися 1000-річною історією і яке є столицею Бельгії, домом Європейського Союзу та штаб-квартирою НАТО, це місто має свої власні законні претензії на цей титул».

### Лобісти та журналісти
Брюссель є центром політичної діяльности, у місті базуються посли в Бельгії, НАТО та Європейському Союзі. У Брюсселі також є більша кількість прес-служб із ЗМІ в кожній державі-члені Союзу, у яких є брюссельський кореспондент, і зареєстровано 10 000 лобістів.
Загальна кількість журналістів, акредитованих в інституціях ЄС, на кінець жовтня 2015 року становила 955. Це трохи вище, ніж у 2012 році, коли був 931 репортер, і майже так само, як і після великого розширення 2004 року.
Окрім 955 журналістів, акредитованих в ЄС, є 358 технічних працівників – операторів, фотографів, продюсерів тощо – завдяки чому загальна кількість акредитаційних бейджів досягла 1313. Бельгія постачає найбільшу частку техніків – 376, Німеччина – 143, а Франція – 105.

Щільність населення Європи. Брюссель розташований між найбільшими міськими центрами

### Доступність
Брюссель розташований в одному з найбільш урбанізованих регіонів Європи, між Парижем, Лондоном, Рейн-Рур (Німеччина) і Рандстадом (Нідерланди). На високошвидкісних потягах Брюссель знаходиться приблизно за 1 годину 25 хвилин від Парижа, за 1 годину 50 хвилин від Лондона, Амстердама та Кельна (з прилеглими Дюссельдорфом і Рейн-Рур) і за 3 години від Франкфурта.
Проєкт «Eurocap-rail» планує покращити сполучення Брюсселя на південь із Люксембургом і Страсбургом. Брюссель також обслуговується Брюссельським аеропортом, розташованим у сусідньому фламандському муніципалітеті Завентем, і меншим аеропортом Брюссель Південний Шарлеруа, розташований поблизу Шарлеруа (Валлонія), близько 50 км (30 миля) з Брюсселя.

## Європейський квартал
Більшість брюссельських установ Європейського Союзу розташовані в межах Європейського кварталу (фр. Quartier Européen, нід. Europese Wijk), що є неофіційною назвою району, що відповідає приблизному трикутнику між Брюссельським парком, парком Синквантенер і парком Леопольда (з півциклом Європейського парламенту, що простягається в останній). Комісія та Рада розташовані в самому центрі цього району поблизу станції Шумана на кільцевій розв’язці Шумана на Рю де ла Лоа. Європейський парламент розташований над вокзалом Брюссель-Люксембург, поруч із Люксембурзькою площею.
Територія, більша частина якої протягом більшої частини своєї історії була відома як квартал Леопольда, була історично житловою, аспект, який швидко втрачено з переїздом інституцій, хоча перехід від житлового району до більш офісного району вже відбувся. Історичні та житлові будинки, хоча й досі присутні, були значною мірою замінені сучасними офісами. Ці будівлі були побудовані не за якісним генеральним планом чи урядовою ініціативою, а за спекулятивним будівництвом приватним сектором офісних приміщень, без якого більшість будівель закладів не було б побудовано. Однак через спроби Брюсселя зміцнити свої позиції в кварталі були великі державні інвестиції в інфраструктуру. Влада наголошує, що попередній хаотичний розвиток закінчився, його замінили заплановані архітектурні конкурси та генеральний план. Архітектор Бенуа Моріц стверджував, що цей район був елітним анклавом, оточений біднішими районами з середини XIX століття, і що контраст сьогодні можна порівняти з індійським містом. Однак він також сказав, що за останнє десятиліття місто досягло прогресу у змішуванні використання землі, залучивши більше підприємств і будинків, і що установи більш відкриті для «взаємодії» з містом.
Землекористування кварталу дуже однорідне, і деякі критикують, наприклад, колишній президент Комісії Романо Проді, за те, що він є адміністративним гетто, ізольованим від решти міста (хоча цю точку зору поділяють не всі). Відчувається також відсутність символізму, дехто, наприклад Рем Колгас, пропонує Брюсселю потрібен архітектурний символ, щоб представляти Європу (на кшталт Ейфелевої вежі чи Колізею). Інші вважають, що це не відповідає ідеї ЄС, оскільки Умберто Еко розглядає Брюссель як «м’яку столицю»; замість того, щоб бути «імперським містом» імперії, воно повинно відображати позицію ЄС як «сервера» Європи. Незважаючи на це, у планах перепланування передбачається врахувати певну міру візуальної ідентичности Європейського кварталу.

### Будівлі Комісії

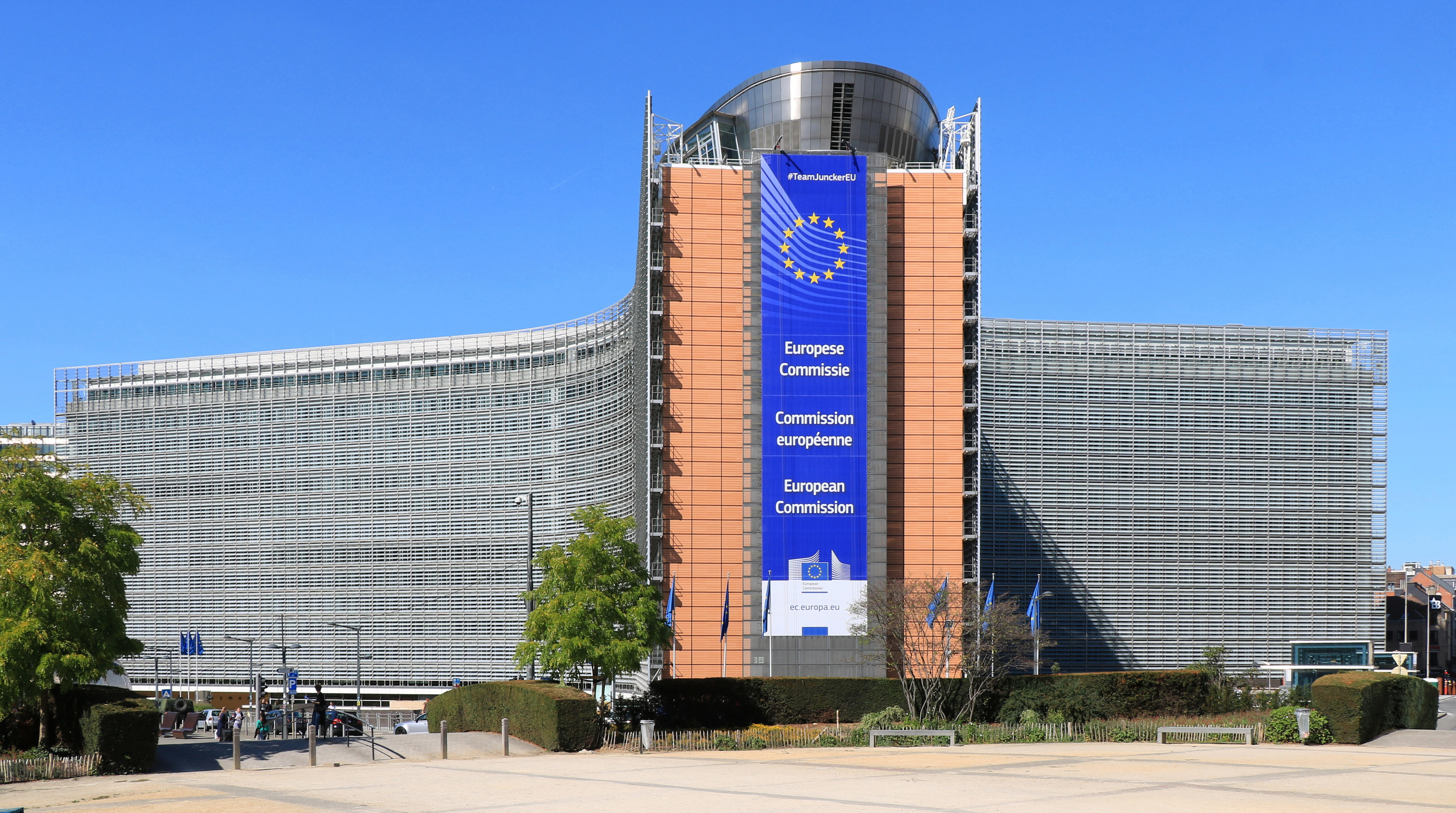
Будівля Berlaymont, штаб-квартира Європейської комісії в Брюсселі

Найбільш знаковою спорудою є Берлемон, головне місце перебування комісії. Це була перша будівля, побудована для Спільноти, спочатку побудована в 1960-х роках. Його розробили Люсьєн де Вестель, Жан Жільсон, Андре Полак і Жан Полак і оплачував бельгійський уряд (який міг би зайняти його, якби Комісія залишила Брюссель). Він був натхненний будівлею штаб-квартири ЮНЕСКО в Парижі, спроєктованим у вигляді чотирипроменевої зірки на опорних колонах, і на той час був амбітним дизайном.
Спочатку будівля була побудована з флок-азбесту, але в 1990-х роках будівлю було відремонтовано, щоб видалити її та відремонтувати стару будівлю, щоб впоратися з розширенням. Після періоду заслання в будівлі Брейделя на Avenue d'Auderghem / Oudergemlaan, Комісія знову зайняла Berlaymont у 2005 році і купила будівлю за 550 євро мільйонів.
Голова Європейської комісії займає найбільший кабінет, біля зали засідань комісії на верхньому (13-му) поверсі. Хоча головна будівля Комісії, у ній розміщуються лише 2000 з 20 000 посадових осіб Комісії, які базуються в Брюсселі. Окрім комісарів та їхніх кабінетів, у Берлемоні також знаходяться Генеральний секретаріат та юридична служба комісії. За квартал комісія займає 865 000 м2 (9 310 783 фут2)   у 61 будівлі, причому будівлі Berlaymont та Charlemagne лише понад 50 000 м2 (538 196 фут2).

### Будівлі Ради

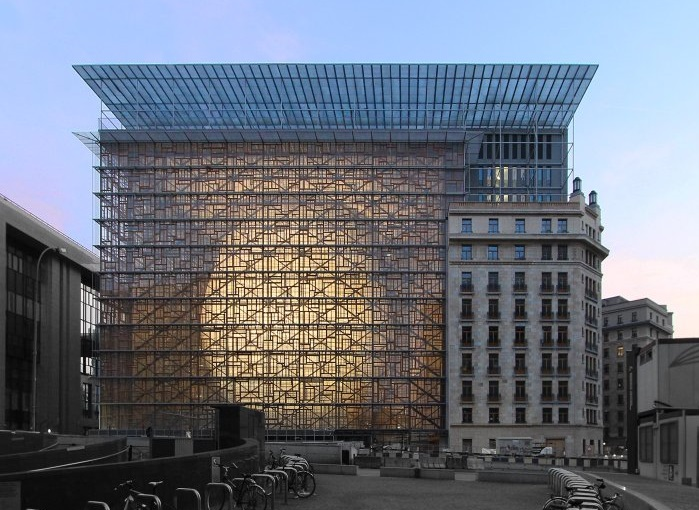
Будівля «Європа», резиденція Європейської Ради

Через Рю де ла Лоа від Берлаон знаходиться будівля «Європа», яку Рада Європейського Союзу та Європейська Рада використовують як свою штаб-квартиру з початку 2017 року. Їхній колишній будинок у сусідній будівлі Юстуса Ліпсіуса досі використовується для зустрічей на низькому рівні та для розміщення секретаріату Ради, який протягом своєї історії був розташований у центрі Брюсселя та в будівлі Карла Великого. Реконструкція та будівництво нової будівлі Ради мали на меті змінити імідж Європейського кварталу, і була розроблена архітектором Філіпом Саміном як «жіночна» і «джазова» будівля, щоб контрастувати з жорсткою, більш «чоловічою» архітектурою інші будівлі ЄС. Будівля має структуру у формі ліхтаря, оточена скляним атріумом, що складається з перероблених вікон з усієї Європи, які мають виглядати «об’єднаними здалеку, але показуючи їх різноманітність зблизька».

### Будівлі парламенту
Будинки Європейського парламенту розташовані на південь між парком Леопольда і Люксембурзькою площею, над станцією Брюссель-Люксембург, яка знаходиться під землею. Комплекс, відомий як "Espace Léopold" (або "Leopoldsruimte" нідерландською), має дві основні будівлі: Paul-Henri Spaak і Altiero Spinelli, які охоплюють 372 000 м2 (4 004 175 фут2). Комплекс не є офіційним місцем перебування парламенту, його робота розділена зі Страсбургом (його офіційне місце перебування) і Люксембургом (його секретаріат). Проте органи парламенту, що ухвалюють рішення, разом з його комітетами та деякими пленарними засіданнями проводяться в Брюсселі, оскільки три чверті його діяльности відбувається в Брюсселі. Будинки парламенту були розширені, у 2007 та 2008 роках були завершені та заселені нові будівлі D4 і D5. Вважається, що зараз комплекс забезпечує достатньо місця для парламенту, і не передбачається жодних серйозних нових будівельних проєктів.

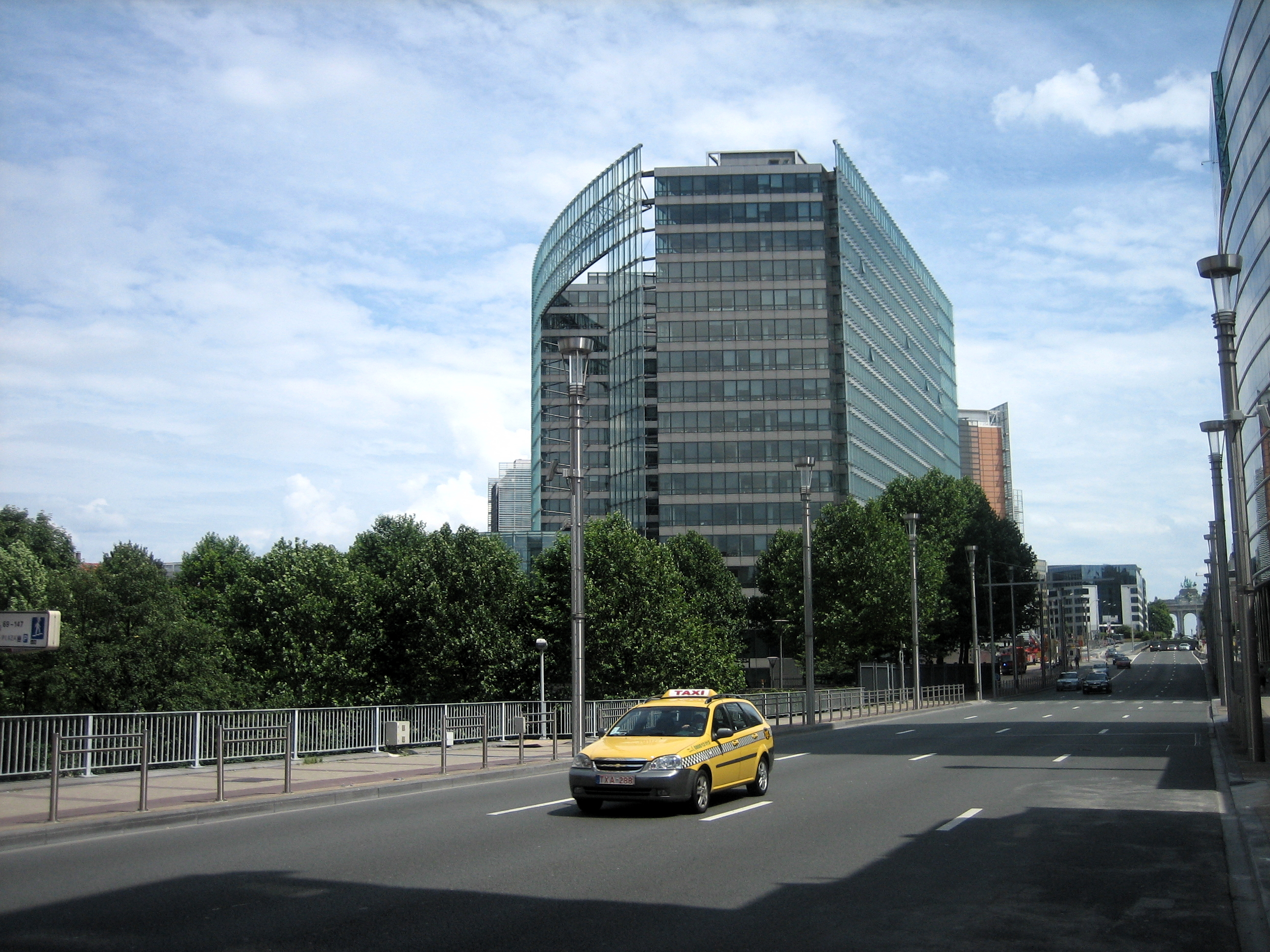
Будівля Карла Великого, друга за величиною будівля Комісії, в якій розміщуються Генеральний директорат з торгівлі, Генеральний директорат з фінансових питань та Служба внутрішнього авдиту

### Інші установи
З 1 грудня 2010 року в будівлі Трикутника базується Європейська служба зовнішніх дій (EEAS). Органи ЄСВД, пов’язані зі Спільною політикою безпеки та оборони (CSDP), розташовані в будівлі Кортенберґа.
Економічний і соціальний комітет і Комітет регіонів разом займають будівлю Делора, яка розташована поруч із парком Леопольда і колись була розміщена парламентом. Вони також використовують офісну будівлю Bertha von Suttner. Обидві будівлі були названі в 2006 році У Брюсселі також розміщені дві агенції – Європейське оборонне агентство (розташоване на Rue des Drapiers / Lakenweversstraat) та Виконавче агентство з конкурентоспроможности та інновацій (у Madou Tower). Євроконтроль, агенція управління повітряним рухом, яка входить до складу ЄС, що охоплює більшу частину Європи, а також Західноєвропейський Союз, який є військовою організацією, що не входить до ЄС, яка зливається зі СЗПБ ЄС.

## Демографія та економічний вплив
Присутність ЄС у Брюсселі створила значний соціальний та економічний вплив. Один з членів парламенту Брюсселя, відповідальний за зовнішні зв’язки міста, навіть казав, що процвітання Брюсселя «є наслідком європейської присутности». Як і самі інституції, великі компанії притягуються до міста завдяки присутності ЄС. Загалом близько 10% міста має зв’язок із міжнародною спільнотою.
З точки зору демографії, 46% населення Брюсселя не є громадянами Бельгії; з них половина – з інших країн-членів ЄС. Близько 3/5 європейських державних службовців проживає в столичному регіоні Брюсселя, 63% – у муніципалітетах навколо Європейського округу (24% у Фламандському регіоні та 11% у регіоні Валлонії). Половина державних службовців є власниками житла. Установи залучають на роботу в місто 50 тис. осіб, безпосередньо зайнятих і найнятих представниками. Ще 20 000 людей працюють у Брюсселі завдяки наявності установ (генеруючи 2 євро мільярдів на рік) і 2000 іноземних компаній, залучених до міста, наймають 80 000 місцевих жителів, які розмовляють різними мовами.
У Брюсселі їх 3 500 000 м2 (38 000 000 фут2) зайнятого офісного приміщення; половину цієї суми займають лише інституції ЄС, що становить чверть наявних офісних приміщень у місті. Більшість офісних приміщень ЄС зосереджена в кварталі Леопольда. Поточні витрати установ ЄС становлять 2 євро мільярдів на рік, половина з яких приносить безпосередню користь Брюсселю, а ще 0,8 євро надходять за рахунок витрат дипломатів, журналістів тощо. Діловий туризм у місті формує 2.2 мільйонів готельних номерів на рік. Є тридцять міжнародних шкіл (15 000 учнів, якими керують 2000 співробітників) вартістю 99 євро мільйонів на рік.
Однак між двома громадами існує значний розкол, місцеві жителі Брюсселя відчувають себе виключеними з кварталу ЄС («гетто білих комірців»). Громади часто не змішуються, а експатріанти мають власне суспільство. Частково це пов’язано з тим, що багато експатріантів у Брюсселі залишаються лише на короткий період і не завжди вивчають місцеві мови (витісняються англійською/ глобалійською), залишаючись у спільнотах експатріантів і відправляючи своїх дітей до європейських шкіл, а не до місцевих бельгійських шкіл.

## Майбутнє

### Перебудова

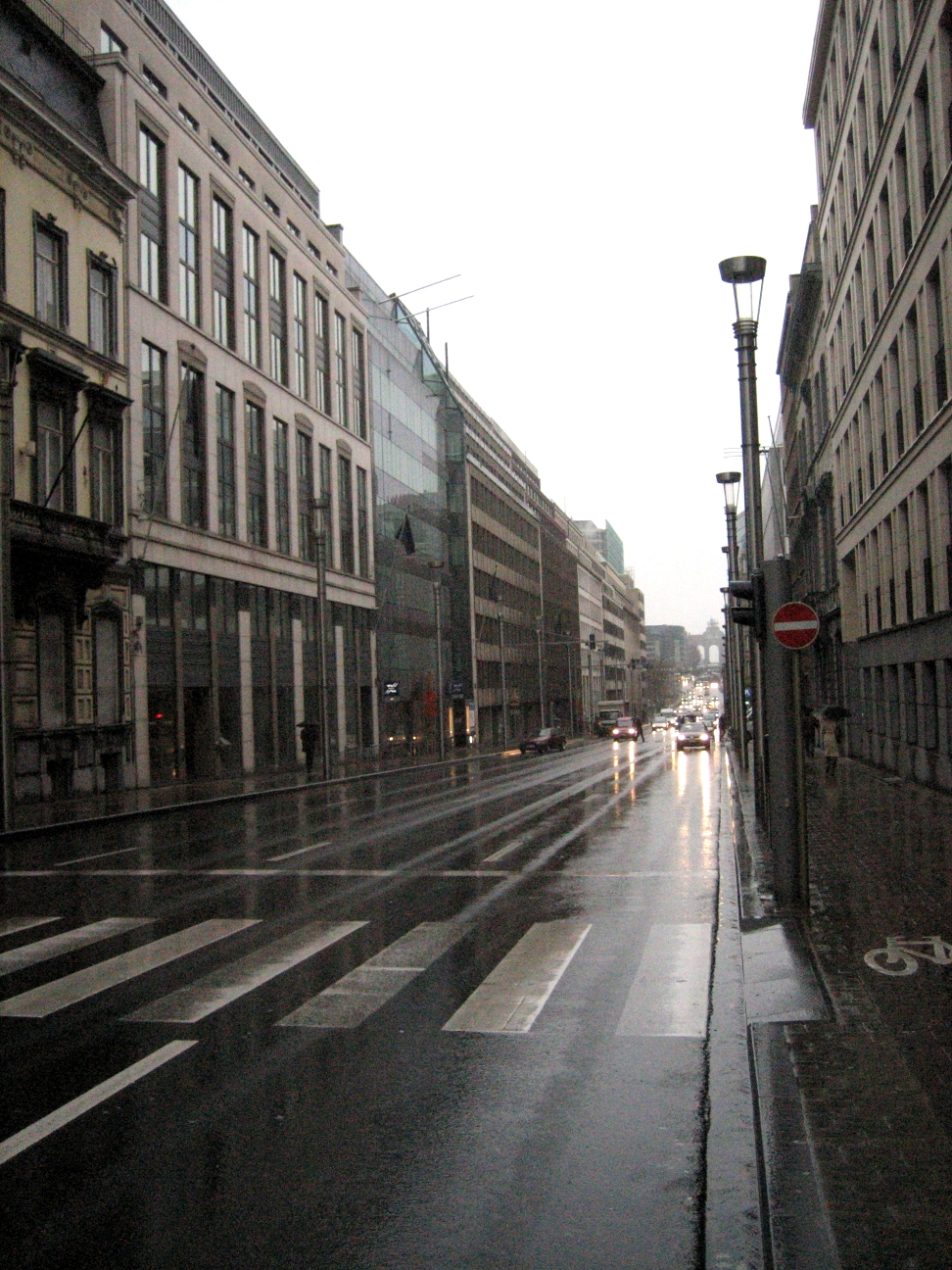
Rue de la Loi/Wetstraat планується перебудувати за допомогою більш високих і відкритих будівель.

У вересні 2007 року уповноважений з адміністративних справ Сіім Каллас разом із міністром-президентом брюссельського столичного регіону Шарлем Пікке оприлюднили плани відновлення району. Це передбачає будівництво нових будівель (220 000 м2 (2 368 060 фут2) і нових офісних приміщень, але й більш ефективне використання наявних площ. Це відбувається насамперед через заміну численних менших будівель меншими, більшими будівлями.
У березні 2009 року французько-бельгійсько-британська команда на чолі з французьким архітектором Крістіаном де Портзампарком виграла конкурс на перепланування вулиці де ла Лой між садом Маальбек/Мальбек і палацом резиденції на сході до малого кільця на заході. Сіім Каллас заявив, що проєкт, який буде реалізований протягом кількох тривалих періодів, а не всього відразу, створить «символічну територію для інституцій ЄС», надаючи «тіло й душу європейському політичному проєкту» та забезпечуючи комісія з додатковим офісним приміщенням. Дорогу буде скорочено з чотирьох смуг до двох, і буде повернуто двосторонній рух (а не весь західний напрямок), а архітектори запропонували трамвайну лінію, щоб пройти по центру. Серія висотних будівель буде побудована з обох боків з трьома вищими «флагманськими» висотними поверхами у східному кінці з північної сторони. Шарль Піке описав вежі як «культові будівлі, які будуть одними з найвищих у Брюсселі», і що «будівля вище дозволяє перетворити закриті блоки у відкриті простори». Найвищі будівлі матимуть висоту до 80 метрів (260 футів), хоча більшість — від 16 до 55, але чим вище будівля, тим далі від дороги вона буде встановлена. Звільнене місце (близько 180 000 м2 (1 900 000 фут2)) будуть передані під житло, магазини, послуги та відкриті простори, щоб надати цьому району більш «людське» відчуття. Також може бути побудована шоста Європейська школа. На західному краю кварталу, на малому кільці, будуть «ворота в Європу», щоб додати візуального ефекту.
Враховуючи затримки та витрати на Берлеймонт та інші проєкти, комісар наголошує, що нові плани запропонують «краще співвідношення ціни та якости» і що проєкти будуть предметом міжнародного архітектурного конкурсу. Він також наполягав на тому, що контроль вуглецевого сліду в будівлях буде "невід'ємною частиною програми".

#### Пішохідні площі

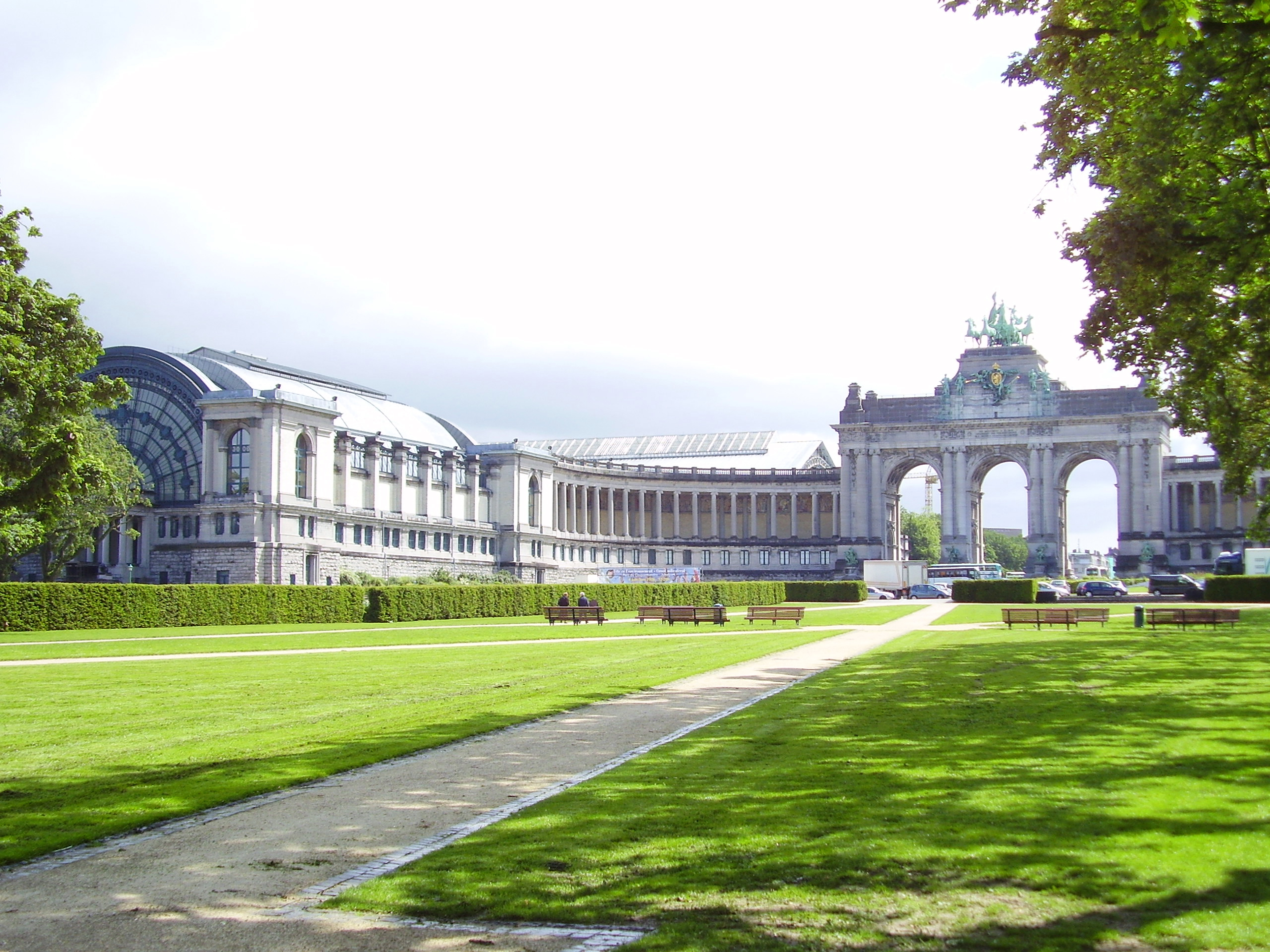
Парк п'ятдесятиріччя буде однією з трьох європейських пішохідних площ

Були плани зробити пішохідну частину вулиці Рю-де-ла-Луа поруч із Берлемоном. Нова Place Schuman / Schumanplein (зараз кільцева розв'язка Шумана) буде однією з трьох нових пішохідних площ. Шуман зосередиться на «політиці та політиці», а сама станція Шумана буде перероблена. Покриття сусідніх автомагістралей і залізниць буде розширено, щоб захистити їх від зору. Однак наприкінці 2014 року заплановану пішохідність кільцевої розв’язки Шумана скасували.
Пішохідний і візуальний зв’язок буде створено між Берламоном і парком Леопольда шляхом знесення ділянок землі до четвертих поверхів Юстуса Ліпсіуса, південний «м’який» фасад якого буде перепроєктовано. Навколо кварталу будуть створені додаткові пішохідні та велосипедні сполучення. Для демонстрацій також будуть створені пішохідні маршрути. Поруч із парламентом у парку Леопольда, кварталі між Rue d'Arlon / Aarlenstraat і Rue de Trêves / Trierstraat буде видалено, створивши широке бульварне розширення Люксембурзької площі, другої пішохідної площі (з орієнтацією на громадян).
Третьою пішохідною площею буде «Esplanade du Cinquantenaire» або «Esplanade van het Jubelpark» (для заходів та свят). Більш широка забудова також може оточувати парк Cinquantenaire з планами нової станції метро, підземного паркінгу та європеїзації частини комплексу Cinquantenaire з «соціокультурним об’єктом». Можливо, з міркувань безпеки Європейській раді доведеться переїхати в цю зону з будівлі «Європа».

### Наступні квартали
Концентрація офісів у головному кварталі призвела до зростання цін на нерухомість через збільшення попиту та зменшення площ. У відповідь на цю проблему з 2004 року комісія почала децентралізацію міста до таких районів, як Avenue de Beaulieu / Beaulieulaan в Одерге і Rue de Genève / Genevestraat в Евері. Це зменшило зростання цін, але це все ще один із найдорожчих районів міста (295 євро за квадратний метр у порівнянні з 196 євро в середньому). Однак ні Парламент, ні Рада не наслідували цього прикладу, а політика децентралізації непопулярна серед працівників комісії.

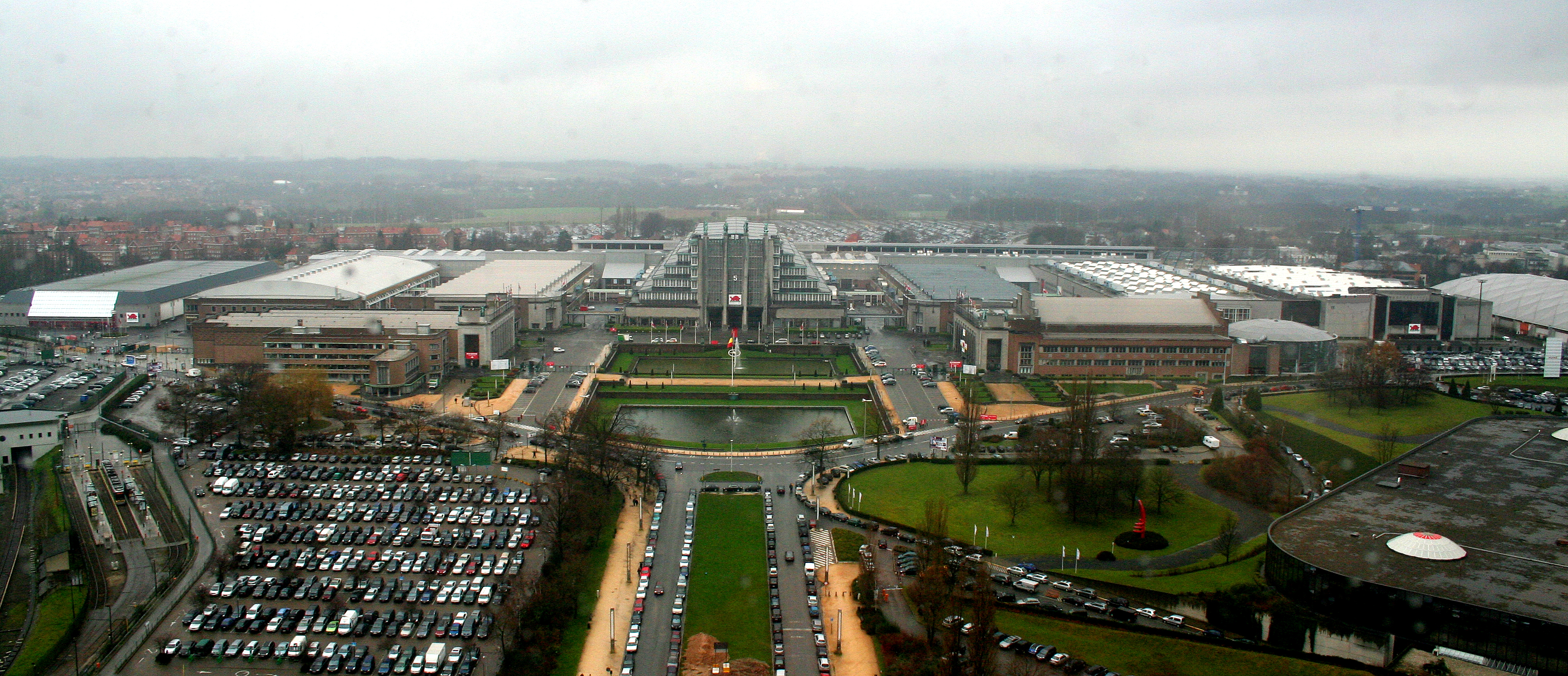
Столітній палац у Гейсель-парку

Тим не менш, Комісія має намір розробити два-три великих «полюса» за межами кварталу, кожен з яких перевищує 100 000 м2 (1 076 391 фут2).  Парк Гейзель був запропонований як один із нових полюсів міста Брюсселя, яке має намір розвивати цей район як міжнародний район незалежно від того. У парку, побудованому навколо пам’ятки Атоміум, вже є Європейська школа, має найбільші паркінги в Бельгії, станцію метро, виставковий зал і парк Міні-Європа. Місто має намір побудувати міжнародний конференц-центр на 3500 місць і «важливий комерційний центр».
Що стосується існуючого полюса Больє, який знаходиться на південний схід від головного європейського кварталу, є пропозиція пов’язати його з головним кварталом, перекривши залізничні лінії між Бол’є та Європейським парламентом (еспланада якого розташована на вершині Залізничний вокзал Брюссель-Люксембург). Очікується, що рух на лініях збільшиться, створюючи екологічні проблеми, які можна було б вирішити шляхом покриття ліній. Потім поверхню буде покрито плиткою, так само, як і еспланада парламенту, щоб створити пішохідну/велосипедну доріжку між двома районами. План пропонує, щоб цей «променад європейців» 3 720 метрів (12 200 футів) був розділений на зони, присвячені кожній з держав-членів.

### Політичний статус

Спільноти:
Фламандська спільнота / Нідерландськомовна зона
Французька спільнота / Французькомовна зона
Німецькомовна спільнота / Німецькомовна зона

Бельгія керує складною федеральною системою і поділена на три регіони, причому столичний регіон Брюсселя є незалежним регіоном, поряд з Фландрією та Валлонією. Регіони здебільшого відповідають за економіку, мобільність та інші питання, пов’язані з територією. Бельгія також поділена на три спільноти: Фламандську громаду, французьку спільноту та німецькомовну спільноту. Ці спільноти відповідають за мовні питання, такі як культура чи освіта.

Регіони:
Фландрія / Нідерландськомовна зона
Брюссель-столичний регіон / двомовна зона
Валлонський регіон / Французькомовні та німецькомовні зони

Брюссель не належить до жодної зі спільнот, але має двомовний статус, тому жителі Брюсселя можуть мати освіту, культурні справи фламандською та/або французькою мовами. Ця структура є результатом багатьох компромісів у політичному спектрі від сепаратизму до юніонізму, а також поєднує бажання населення Брюсселя мати певний ступінь незалежности, а також бажання фламандського та валлонського населення мати рівень впливу над Брюсселем. Дехто критикує систему, але її також порівнюють з ЄС як «лабораторією Європи».
У гіпотетичному сценарії виходу Бельгії з ЄС майбутній статус Брюсселя невідомий. Вона може стати державою-членом ЄС або спільно керувати націями, утвореними з Бельгії та самого ЄС. Можливий статус Брюсселя як «міської держави» також висловив Шарль Піке, колишній міністр-президент Брюссельського столичного регіону, який розглядає податок на інституції ЄС як спосіб збагачення міста. Проте бельгійське питання дуже мало обговорюється в органах ЄС.
Межі Брюссельського столичного регіону були визначені за даними мовного перепису 1947 року. Це був останній раз, коли деякі муніципалітети були юридично перетворені з одномовних нідерландськомовних на двомовні муніципалітети, об’єднані з Брюссельською агломерацією. Нагадливий характер запитань призвів до масових протестів у Фландрії (особливо навколо Брюсселя), через що перепис населення, пов’язаний з мовою, у Бельгії, навряд чи коли-небудь знову буде проводитися. Результатом цього є те, що Брюссельський регіон зараз набагато менший, ніж французькомовний вплив навколо столиці, і що в Брюсселі залишилося дуже мало місця для розширення його інфраструктури. Незалежний статус також може допомогти Брюсселю претендувати на статус столиці ЄС.